# Rot-Weiss Essen 2001-2002
Questa voce raccoglie le informazioni riguardanti il Rot-Weiss Essen nelle competizioni ufficiali della stagione 2001-2002.

## Stagione
Nella stagione 2001-2002 il Rot Weiss Essen, allenato da Harry Pleß, concluse il campionato di Regionalliga nord al 3º posto.

## Rosa
| N. |                     | Ruolo | Calciatore       |
| -- | ------------------- | ----- | ---------------- |
| 1  | Germania (bandiera) | P     | Christoph Müller |
| 2  | Germania (bandiera) | D     | Andreas Fischer  |
| 3  | Germania (bandiera) | C     | Sebastian Hahn   |
| 4  | Germania (bandiera) | D     | Sven Fischer     |
| 6  | Germania (bandiera) | C     | Christoph Chylla |
| 7  | Germania (bandiera) | A     | Riccardo Baich   |
| 8  | Germania (bandiera) | C     | Torben Tutas     |
| 9  | Germania (bandiera) | A     | Sascha Wolf      |
| 10 | Germania (bandiera) | D     | Heiko Bonan      |
| 11 | Germania (bandiera) | A     | Ulf Raschke      |
| 13 | Croazia (bandiera)  | C     | Ivan Ilečić      |
| 14 | Germania (bandiera) | A     | Sebastian Wojcik |
| 15 | Ucraina (bandiera)  | C     | Andrey Polunin   |
| 16 | Germania (bandiera) | C     | Holger Karp      |
| 17 | Germania (bandiera) | C     | Ali Bilgin       |

| N. |                        | Ruolo | Calciatore       |
| -- | ---------------------- | ----- | ---------------- |
| 18 | Germania (bandiera)    | C     | Andreas Winkler  |
| 20 | Germania (bandiera)    | C     | Markus Kaya      |
| 21 | Paesi Bassi (bandiera) | A     | Erwin Koen       |
| 22 | Germania (bandiera)    | D     | Benjamin Weigelt |
| 23 | Germania (bandiera)    | D     | Helmut Rahner    |
| 24 | Germania (bandiera)    | D     | Dennis Brinkmann |
| 25 | Germania (bandiera)    | P     | Pascal Kurz      |
| 26 | Germania (bandiera)    | C     | Marco Manske     |
| 29 | Ghana (bandiera)       | A     | Mark Komade      |
| 33 | Germania (bandiera)    | A     | Achim Weber      |
|    | Germania (bandiera)    | P     | Jürgen Waniek    |
|    | Germania (bandiera)    | P     | Wolfgang Wiesner |
|    | Paesi Bassi (bandiera) | D     | Taoufik Ameziane |
|    | Germania (bandiera)    | C     | Gordon Winkler   |

## Organigramma societario
Area tecnica
- Allenatore: Harry Pleß
- Allenatore in seconda:
- Preparatore dei portieri:
- Preparatori atletici:
- Analisi video:

## Calciomercato

### Sessione estiva
| Acquisti | Acquisti         | Acquisti         | Acquisti |
| R.       | Nome             | da               | Modalità |
| -------- | ---------------- | ---------------- | -------- |
| D        | Taoufik Ameziane | Achilles Veen    |          |
| A        | Riccardo Baich   | Lüneburger       |          |
| D        | Heiko Bonan      | SV Wilhelmshaven |          |
| D        | Andreas Fischer  | Amburgo          |          |
| D        | Sven Fischer     | SV Wilhelmshaven |          |
| C        | Ivan Ilečić      | Vukovar          |          |
| P        | Pascal Kurz      | Hüls             |          |
| C        | Torben Tutas     | Lüneburger       |          |
| A        | Sebastian Wojcik | SV Wilhelmshaven |          |

| Cessioni | Cessioni          | Cessioni                 | Cessioni |
| R.       | Nome              | a                        | Modalità |
| -------- | ----------------- | ------------------------ | -------- |
| D        | Heiner Backhaus   | Hannover 96              |          |
| D        | Marco Förster     | Akratītos                |          |
| D        | Manuel Guglielmi  | Remscheid                |          |
| D        | Dzemo Smjecanin   | KRC Zuid-West-Vlaanderen |          |
| D        | Krisztián Szóllar | Schalke 04               |          |
| D        | Dominic Tempel    | Adler Osterfeld          |          |
| C        | Marcus Voike      | Wuppertal                |          |

### Sessione invernale
| Acquisti | Acquisti    | Acquisti      | Acquisti |
| R.       | Nome        | da            | Modalità |
| -------- | ----------- | ------------- | -------- |
| A        | Achim Weber | RW Oberhausen |          |

| Cessioni | Cessioni        | Cessioni     | Cessioni |
| R.       | Nome            | a            | Modalità |
| -------- | --------------- | ------------ | -------- |
| D        | Mirano Carrilho | ADO Den Haag |          |
| C        | Michael Borzek  | Wuppertal    |          |

## Risultati

### Regionalliga

#### Girone di andata
| Arbitro: | Koop |

|  |           |                         |
|  | Marcatori | 73’ Fischer 90’ Raschke |

| Arbitro: | Krug |

|                           |           |              |
| Wolf 20’, 90’ Fischer 84’ | Marcatori | 53’ Teixeira |

| Arbitro: | Hoyzer |

|              |           |  |
| Heidrich 62’ | Marcatori |  |

| Arbitro: | Hems |

|                             |           |  |
| Wolf 6’, 48’, 68’ Baich 90’ | Marcatori |  |

| Arbitro: | Melms |

|           |           |                             |
| Džaka 80’ | Marcatori | 32’ Koen 51’ Wolf 72’ Baich |

| Arbitro: | Marks |

|          |           |          |
| Wolf 45’ | Marcatori | 89’ Zedi |

| Arbitro: | Koop |

|                                         |           |                                              |
| Baich 53’ Wojcik 56’ Raschke 82’ (rig.) | Marcatori | 47’ Hundshagen 56’ Gockel 62’ Schriewersmann |

| Arbitro: | Fröhlich |

|           |           |                              |
| Dobrý 87’ | Marcatori | 48’ Fischer 64’, 75’ Raschke |

| Essen 22 settembre 2001, ore 14:00 CEST 9ª giornata | Rot-Weiss Essen | 0 – 0 referto | Osnabrück | Georg-Melches-Stadion (8 011 spett.)\| Arbitro: \| Wegener-Gärtner \| |
| Arbitro:                                            | Wegener-Gärtner |               |           |                                                                       |

| Arbitro: | Schriever |

|  |           |                        |
|  | Marcatori | 9’, 19’ Baich 83’ Karp |

| Essen 7 ottobre 2001, ore 18:00 CEST 11ª giornata | Rot-Weiss Essen | 0 – 0 referto | Uerdingen 05 | Georg-Melches-Stadion (11 055 spett.)\| Arbitro: \| Meyer \| |
| Arbitro:                                          | Meyer           |               |              |                                                              |

| Arbitro: | Thomßen |

|                                                           |           |  |
| Krieg 5’ Rolleder 24’ Schmidt 60’ Podszus 66’ Walther 81’ | Marcatori |  |

| Arbitro: | Korte |

|                          |           |  |
| Wolf 2’, 71’ Fischer 80’ | Marcatori |  |

| Arbitro: | Perschke |

|  |           |             |
|  | Marcatori | 20’ Raschke |

| Arbitro: | Hoyzer |

|                   |           |           |
| Karp 67’ Koen 86’ | Marcatori | 64’ Gerov |

| Arbitro: | Voss |

|           |           |          |
| Aydin 86’ | Marcatori | 84’ Koen |

| Arbitro: | Gagelmann |

|            |           |                 |
| Komade 43’ | Marcatori | 21’, 42’ Winter |

#### Girone di ritorno
| Arbitro: | Soltow |

|          |           |  |
| Koen 15’ | Marcatori |  |

| Braunschweig 30 novembre 2001, ore 19:30 CET 19ª giornata | Eintracht Braunschweig | 0 – 0 referto | Rot-Weiss Essen | Stadion an der Hamburger Straße (15 203 spett.)\| Arbitro: \| Fröhlich \| |
| Arbitro:                                                  | Fröhlich               |               |                 |                                                                           |

| Arbitro: | Weiner |

|            |           |  |
| Chylla 89’ | Marcatori |  |

| Arbitro: | Aust |

|  |           |                    |
|  | Marcatori | 23’ Bonan 48’ Koen |

| Arbitro: | Marks |

|           |           |           |
| Bonan 45’ | Marcatori | 42’ Božić |

| Arbitro: | Wegener-Gärtner |

|            |           |          |
| Shittu 81’ | Marcatori | 47’ Karp |

| Arbitro: | Fleske |

|  |           |          |
|  | Marcatori | 55’ Karp |

| Arbitro: | Meiwes |

|                                                 |           |               |
| Baich 22’ Koen 41’ Wolf 52’ Karp 72’ Wojcik 89’ | Marcatori | 73’ Hannemann |

| Arbitro: | Schößling |

|                          |           |          |
| Petersen 23’ Claaßen 62’ | Marcatori | 59’ Koen |

| Arbitro: | Koop |

|  |           |            |
|  | Marcatori | 54’ Homola |

| Arbitro: | Späker |

|          |           |          |
| Maaß 13’ | Marcatori | 9’ Weber |

| Arbitro: | Scheppe |

|                           |           |                      |
| Karp 12’, 60’ Fischer 83’ | Marcatori | 4’ Prymula 81’ Krieg |

| Arbitro: | Frank |

|  |           |                    |
|  | Marcatori | 13’ Weber 78’ Karp |

| Arbitro: | Otte |

|               |           |             |
| Brinkmann 90’ | Marcatori | 92’ Oelkuch |

| Arbitro: | Schößling |

|                                 |           |           |
| Glöden 54’ Gerov 76’ Sağlık 82’ | Marcatori | 81’ Weber |

| Arbitro: | Gräfe |

|                                        |           |                     |
| Weber 8’, 58’ Brinkmann 14’ Chylla 71’ | Marcatori | 54’ Mamoum 90’ Kuru |

| Arbitro: | Weiner |

|           |           |                                |
| Böcker 5’ | Marcatori | 54’ Weber 57’ Fischer 89’ Karp |

## Statistiche

### Statistiche di squadra
| Competizione      | Punti | In casa | In casa | In casa | In casa | In casa | In casa | In trasferta | In trasferta | In trasferta | In trasferta | In trasferta | In trasferta | Totale | Totale | Totale | Totale | Totale | Totale | DR  |
| Competizione      | Punti | G       | V       | N       | P       | Gf      | Gs      | G            | V            | N            | P            | Gf           | Gs           | G      | V      | N      | P      | Gf     | Gs     | DR  |
| ----------------- | ----- | ------- | ------- | ------- | ------- | ------- | ------- | ------------ | ------------ | ------------ | ------------ | ------------ | ------------ | ------ | ------ | ------ | ------ | ------ | ------ | --- |
| Regionalliga nord | 64    | 17      | 9       | 6       | 2       | 33      | 16      | 17           | 9            | 4            | 4            | 25           | 17           | 34     | 18     | 10     | 6      | 58     | 33     | +25 |
| Totale            | 64    | 17      | 9       | 6       | 2       | 33      | 16      | 17           | 9            | 4            | 4            | 25           | 17           | 34     | 18     | 10     | 6      | 58     | 33     | +25 |

### Andamento in campionato
| Giornata  | 1 | 2 | 3 | 4 | 5 | 6 | 7 | 8 | 9 | 10 | 11 | 12 | 13 | 14 | 15 | 16 | 17 | 18 | 19 | 20 | 21 | 22 | 23 | 24 | 25 | 26 | 27 | 28 | 29 | 30 | 31 | 32 | 33 | 34 |
| --------- | - | - | - | - | - | - | - | - | - | -- | -- | -- | -- | -- | -- | -- | -- | -- | -- | -- | -- | -- | -- | -- | -- | -- | -- | -- | -- | -- | -- | -- | -- | -- |
| Luogo     | T | C | T | C | T | C | C | T | C | T  | C  | T  | C  | T  | C  | T  | C  | C  | T  | C  | T  | C  | T  | T  | C  | T  | C  | T  | C  | T  | C  | T  | C  | T  |
| Risultato | V | V | P | V | V | N | N | V | N | V  | N  | P  | V  | V  | V  | N  | P  | V  | N  | V  | V  | N  | N  | V  | V  | P  | P  | N  | V  | V  | N  | P  | V  | V  |
| Posizione | 4 | 2 | 5 | 3 | 3 | 3 | 2 | 2 | 2 | 2  | 2  | 3  | 3  | 3  | 2  | 2  | 2  | 2  | 3  | 2  | 2  | 2  | 2  | 1  | 1  | 2  | 3  | 3  | 3  | 2  | 3  | 3  | 3  | 3  |

Legenda:

Luogo: C = Casa; T = Trasferta. Risultato: V = Vittoria; N = Pareggio; P = Sconfitta.

### Statistiche dei giocatori
| T. Ameziane  | 0  | 0  | 0 | 0 |
| R. Baich     | 20 | 6  | 1 | 0 |
| A. Bilgin    | 12 | 0  | 1 | 0 |
| H. Bonan     | 34 | 2  | 5 | 0 |
| D. Brinkmann | 15 | 2  | 0 | 0 |
| M. Carrilho  | 2  | 0  | 0 | 0 |
| C. Chylla    | 28 | 2  | 4 | 0 |
| A. Fischer   | 20 | 3  | 3 | 1 |
| S. Fischer   | 33 | 3  | 7 | 0 |
| S. Hahn      | 15 | 0  | 2 | 0 |
| I. Ilečić    | 1  | 0  | 0 | 0 |
| H. Karp      | 32 | 9  | 2 | 0 |
| M. Kaya      | 11 | 0  | 0 | 0 |
| E. Koen      | 34 | 7  | 7 | 0 |
| M. Komade    | 6  | 1  | 0 | 0 |
| P. Kurz      | 0  | 0  | 0 | 0 |
| M. Manske    | 0  | 0  | 0 | 0 |
| C. Müller    | 34 | 0  | 0 | 0 |
| A. Polunin   | 7  | 0  | 1 | 0 |
| H. Rahner    | 2  | 0  | 0 | 0 |
| U. Raschke   | 15 | 5  | 3 | 0 |
| T. Tutas     | 29 | 0  | 4 | 0 |
| J. Waniek    | 0  | 0  | 0 | 0 |
| A. Weber     | 7  | 6  | 2 | 0 |
| B. Weigelt   | 30 | 0  | 1 | 0 |
| W. Wiesner   | 0  | 0  | 0 | 0 |
| A. Winkler   | 24 | 0  | 2 | 0 |
| G. Winkler   | 3  | 0  | 0 | 0 |
| S. Wojcik    | 28 | 2  | 3 | 0 |
| S. Wolf      | 25 | 10 | 3 | 0 |